# Moreiraxena chicapensis
Moreiraxena chicapensis är en spindelart som beskrevs av Miller 1970. Moreiraxena chicapensis ingår i släktet Moreiraxena och familjen täckvävarspindlar.
Artens utbredningsområde är Angola. Inga underarter finns listade i Catalogue of Life.